# Kitara Football Club
Actualités
Le Kitara Football Club est un club ougandais de football basé à Hoima.

## Histoire
Le club est fondé en 2010, sous le nom Airtel FC. En 2016, il atteint les huitièmes de finale de la Coupe d'Ouganda et est promu en deuxième division. En 2018, le club se renomme Kitara FC en référence à l'Empire du Kitara, il atteint les quarts de finale de la Coupe et les barrages de promotion pour la Premier League Ougandaise, mais perd la finale aux tirs au but. En 2020, le club joue de nouveau les barrages de promotion et gagnera la finale. Il est promu la première fois en Premier League pour la saison 2020-2021.
Le Kitara FC termine la première saison dans l'élite à la dernière place, le championnat étant arrêté à cause de la pandémie de Covid 19 à trois journées de la fin, le club sera quand même relégué. Après une sixième place en 2021-2022 en deuxième division, le Kitara FC terminera champion de la FUFA Big League en fin de saison 2022-2023 et gagne sa deuxième promotion en Premier League.
Dès son retour en première division le club termine à la 4e place et remporte la Coupe d'Ouganda.
Ce premier trophée qualifie le Kitara FC pour la Coupe de la confédération 2024-2025. Lors du premier tour Kitara sera eliminé par les Lybiens d'Al-Hilal Benghazi.

## Stades
Le club utilise le Masindi Municipal Stadium mais construit son propre stade, le Royals Park à Butema à 10km au sud de Hoima.

## Palmarès
- Coupe d'Ouganda (1)
  - Vainqueur : 2024

## Effectif

### Entraineur
Brian Ssenyondo

### Gardien
Yawe Farouk          18
Crispus Kusiima     13

### Défense
Arthur Kiggundu      5
Ronald Otti              15
Benjamin Nyakoojo  17
Maxwell Owachgiu   21
Baguma Aheebwa    6

### Milieu
Paddy Muhumuza    20
David Ndihabwe       23
Erick Muber               8
Marvin Nyanzi           14
Kabon Living             10
Solomon Okwalinga  16

### Attaque
Brian Aheebwa          11
Fred Amaku               19
George Senkaaba      9
Jude Ssemugabi        7
Titus Ssematimba      22
Denis Omedi              24